# Meaurain
Meaurain is een dorp in Roisin, deelgemeente van Honnelles in de Belgische provincie Henegouwen.
Meaurain ligt anderhalve kilometer ten zuidoosten van het dorpscentrum van Roisin. Een kilometer ten oosten en ten zuiden ligt de Franse grens.

## Geschiedenis
Op de Ferrariskaart uit de jaren 1770 is hier een omvangrijk gehucht Meaurain weergeven.
Toen op het eind van het ancien régime, tijdens de Franse bezetting op het eind van 18de eeuw de gemeenten werden gecreëerd, werd Meaurain ondergebracht in de gemeente Roisin.
Bij de gemeentelijke fusies van 1977 werd Roisin, met daarbij Meaurin, bij de nieuwe fusiegemeente Honnelles gevoegd.

## Bezienswaardigheden
- De Église Saint-Amand

## Sport
De helling van de Grande Honnelle richting Meaurain langs de Rue du Pré Bélem werd opgenomen als Côte de Meaurain in de COTACOL-encyclopedie met Belgische beklimmingen in het wielrennen.